# Memechli
Memechli (en macédonien Мемешли) est un village du sud-est de la Macédoine du Nord, situé dans la municipalité de Stroumitsa. Le village comptait 44 habitants en 2002.

## Démographie
Lors du recensement de 2002, le village comptait :
- Turcs : 44